# Перуанский ремнезуб
Перуанский ремнезуб (лат. Mesoplodon peruvianus) — самый мелкий из видов рода ремнезубы (Mesoplodon). Этот вид открыт и описан недавно, в 1991 году. Интересно, что ещё до описания этого вида люди как минимум два десятка раз наблюдали в районе его обитания неизвестное китообразное, названное «клюворыл А». В настоящее время считается, что это был именно перуанский ремнезуб. В 1990 году впервые было описано строение перуанского ремнезуба. При этом был использован найденный в районе Калифорнийского залива скелет этого животного.

## Внешний вид
Перуанский ремнезуб обладает типичным для всех ремнезубов веретеновидным телом. Однако его хвост необычно толст. Голова напоминает по форме луковицу, рыло относительно короткое. У самцов линия рта явно изогнута, около конца морды из пасти выглядывают 2 зуба. Окраска обычно тёмно-серая, брюхо значительно светлее. Особенно светлыми кажутся нижняя челюсть, горло и брюхо позади пупка. У самцов на спине могут быть чётко видимые бледные ломаные линии. В длину перуанские ремнезубы дорастают только до 4,5 метров, новорожденные детёныши достигают в длину 1,6 метров.

## Численность и ареал
Перуанские ремнезубы встречаются в восточной тропической части Тихого океана. Они распространены от полуострова Калифорния на севере до Перу на юге. Возможно, как минимум одного перуанского ремнезуба наблюдали и у побережья Новой Зеландии. Доказанное присутствие этих китов там говорило бы о распространённости этого вида и в западной части Тихого океана.
Численность перуанского ремнезуба ещё не оценена.

## Поведение
О стадном поведении этих китообразных известно мало. Пока перуанские ремнезубы наблюдались только в небольших стадах. Анализ содержимого желудка одной особи показал, что по крайней мере эта особь питалась рыбой. Возможно, карликовые клюворылы питаются рыбой, хотя для других видов рода более характерно питание кальмарами.

## Охрана вида
В Перу одной из угроз для перуанского ремнезуба являются рыболовные сети: в одной сравнительно небольшой сети было найдено сразу 6 погибших особей этого вида. Однако в целом данных об этом виде пока собрано недостаточно. Определение его охранного статуса — дело будущего.